# Guido di Dampierre
Guido di Dampierre (1225/6 – Compiègne, 7 marzo 1305) fu Conte di Fiandra, associato alla madre, Margherita II, dal 1251 al 1278, e poi da solo sino alla sua morte; fu anche Marchese di Namur, per diritto di matrimonio, dal 1264 sino alla sua morte.

## Origine
Era il figlio secondogenito del signore di Dampierre, Guglielmo II e della futura contessa delle Fiandre e contessa di Hainaut, Margherita.

## Biografia
Dopo il 1221 suo padre, Guglielmo II di Dampierre, iniziò a intrattenere rapporti segreti con Margherita, sorella della contessa delle Fiandre e contessa di Hainaut, Giovanna; Margherita, nel 1221, per poter liberare il marito, Burcardo d'Avesnes, tenuto in prigione a Gand dalla sorella Giovanna, aveva acconsentito all'annullamento del proprio matrimonio. Burcardo si era recato a Roma per perorare la sua causa, ma Margherita nel frattempo aveva cambiato parere e aveva deciso di lasciarlo, a seguito della frequentazione di Guglielmo.
Nel 1223 Guglielmo II aveva sposato Margherita. Quest'unione creò un certo scandalo per i vincoli di consanguineità che li legavano: la nonna materna di Guglielmo era Maria di Champagne o di Blois, sorella del nonno di Margherita, Enrico I di Champagne. La disputa sulla liceità o meno delle due nozze di sua madre, Margherita, si protrasse per decenni e nel 1244, sfociò nella Guerra di successione delle Fiandre e dell'Hainaut che andò avanti, con qualche interruzione, fino al 1254. I figli avuti da Burcardo erano ritenuti illegittimi dalla Chiesa cattolica, mentre erano legittimi per l'imperatore, Federico II.
Suo padre, Guglielmo II, morì il 3 settembre 1231, e, suo fratello, Guglielmo divenne signore di Dampierre.
Nel 1244, morì la sorella di sua madre, Margherita, la contessa di Fiandre e Hainaut, Giovanna I, a Marquette; il 5 dicembre, secondo il Necrologio Sanctæ Waldetrudis. A Giovanna, come contessa di Fiandre e Hainaut, succedette la sorella minore, Margherita (Margherita II, nelle Fiandre e Margherita I, nell'Hainaut).
Siccome i figli nati dai suoi due matrimoni erano in contrasto sui diritti inerenti all'eredità materna (gli Avesnes erano stati generati prima, ma considerati illegittimi dalla chiesa e anche dalla madre, mentre i Dampierre, generati dopo erano considerati legittimi), nella disputa intervenne, nel 1246, il re di Francia, Luigi IX il Santo. Il re decise che i possedimenti dell'Hainaut sarebbero stati ereditati dai figli Avesnes e le Fiandre dai figli Dampierre.
Nel 1246, Margherita, che era sia contessa delle Fiandre che di Hainaut e che odiava il figlio maggiore, Giovanni d'Avesnes, cognato (nel 1246 aveva sposato Adelaide d'Olanda) e alleato di Guglielmo II d'Olanda, aveva offerto al fratello di Luigi IX, Carlo I d'Angiò conte di Provenza, la contea di Hainaut e la tutela delle Fiandre per conto della Casa dei Dampierre, ed il fratello di Guido, Guglielmo, era stato associato a lei nella conduzione della contea delle Fiandre, come conferma il Necrologio Sanctæ Waldetrudis. Il primogenito di Margherita, Giovanni d'Avesnes, non era soddisfatto dell'accordo e convinse il cognato, Guglielmo II d'Olanda, eletto re di Germania nel 1247 (voluto dal papa in contrapposizione a Corrado IV di Svevia), a mettere sotto assedio l'Hainaut e quella parte delle Fiandre (Namur e la Zelanda) che erano soggette all'Impero, spingendo Margherita e Carlo d'Angiò ad allearsi con Corrado IV di Svevia. Quel che ne seguì fu una guerra civile che vide vincenti gli Avesnes sui Damiere.
Secondo gli Annales Blandinienses, suo fratello, Guglielmo morì nel 1251 e fu sepolto a Marquette. Secondo la madre, Margherita, la sua morte fu dovuta agli intrighi degli Avesnes; essendo Guglielmo senza discendenza, come conte di Fiandra gli succedette il secondogenito, Guido, mentre nella signoria di Dampierre, gli succedette il fratello terzogenito, Giovanni.
Nel 1252, Guglielmo II d'Olanda confiscò i feudi imperiali di Margherita e li consegnò a Giovanni d'Avesnes; secondo il The Formation of the German College of Electors in the mid-Thirteenth Century (non consultato), Guido, nel 1253, invase l'Olanda e occupò l'isola di Walcheren, in Zelanda, ma Fiorenzo, il cognato di Giovanni d'Avesnes, lo affrontò e, nel mese di luglio, lo sconfisse a Westkappel, catturando la flotta fiamminga e facendo numerosi prigionieri, tra cui Guido e suo fratello Giovanni (come ci viene confermato dagli Annales Parchenses), che vennero imprigionati e rilasciati solo nel 1256, dopo la morte di Guglielmo II d'Olanda. Infatti, dopo aver condotto una campagna vittoriosa contro Margherita, all'inizio del 1256, Guglielmo si apprestò a sottomettere i Frisoni che si erano ribellati. Durante le operazioni, nei pressi di Hoogwoud, attraversando uno specchio d'acqua ghiacciato, il suo cavallo spezzò la crosta di ghiaccio, ed egli cadde nell'acqua gelata. Fu così catturato dai Frisoni, che lo uccisero; allora intervenne nuovamente Luigi IX, che, con un nuovo trattato, nel 1256, attribuì L'Hainaut a Giovanni d'Avesnes, mentre gli altri possedimenti, inclusi Namur e la Zelanda, rimasero a Margherita.
Il conflitto - complice il nuovo intervento di Luigi IX - ebbe termine anche per la morte del figlio primogenito di Margherita, Giovanni d'Avesnes, nel dicembre 1257; in quello stesso anno, il 22 novembre 1257, Guido infine rinunciò all'Hainaut.
Nel 1263, Guido acquistò dall'imperatore latino di Costantinopoli, Baldovino II, la contea di Namur, che era stata conquistata alcuni anni prima da Enrico V di Lussemburgo; dopo aver tentato di riconquistare la contea Guido, che, secondo il Iohannis de Thilrode Chronicon, nel frattempo era rimasto vedovo della prima moglie, Matilde de Béthune, concluse la pace, che prevedeva il matrimonio di Guido con la figlia di Enrico V, Isabella, che avrebbe portato in dote la contea di Namur.
Sua madre, Margherita governò le Fiandre, assieme a Guido, fino al 1278, anno in cui abdicò a favore del stesso Guido, mentre rimase titolare dell'Hainaut fino alla morte, nel febbraio 1280.
Appena fu conte di Fiandra, con l'aiuto del regno di Francia, dovette difendere la contea dagli attacchi del nipote, Giovanni I, Conte di Hainaut in contrapposizione a sua madre Margherita (nonna di Giovanni), che aveva l'appoggio del re di Germania, Rodolfo I d'Asburgo.
Negli anni successivi Guido si scontrò con gli amministratori delle città, gli scabini, che intendevano assumere sempre una maggiore autonomia dal conte, i quali si appellarono al re di Francia: dapprima il re, Filippo III fece da mediatore tra le città ed il conte Guido; ma, nel 1287, il nuovo re, Filippo il Bello, inviò suoi funzionari nelle città di Gand, Bruges e Douai, che in pratica esautorarono il conte Guido e, nello stesso tempo pose le Fiandre sotto l'autorità del balivo di Vermandois.
Dal 1293, Guido aveva avviato trattative con il re d'Inghilterra, Edoardo I promettendo in sposa al principe reale la figlia Filippa. Filippo il Bello non lo accettò: Guido fu fatto prigioniero e fu condotto al Louvre e fu liberato solo quando sua figlia Filippa fu consegnata al re di Francia.
Tre anni più tardi Guido ruppe il giuramento di fedeltà che lo legava al re francese e aveva stretto alleanza con Edoardo I, e, il 2 febbraio 1297, si alleò ufficialmente col re d'Inghilterra, che con un esercito si recò in suo aiuto, per un attacco al nord della Francia; ma nel mese di ottobre, Edoardo I si accordò col re di Francia e tornò in Inghilterra, senza interpellare Guido, quindi Enrico fece la pace, lasciando Guido alla mercé dei suoi avversari.
Nel 1298 Guido mandò in ambasciata a Roma i figli Roberto di Béthune, Giovanni di Namur e Filippo, per chiedere a Bonifacio VIII un'intercessione per la liberazione della ragazza. L'operazione tuttavia naufragò..
Dopo che una spedizione francese aveva occupato le Fiandre nel 1299, secondo il Chronicon Guillelmi de Nangiaco, nel 1300, Guido e i suoi due figli, Roberto e Guglielmo, si arresero a Carlo di Valois, che si apprestava ad assediare Gand, consegnandogli la contea; Guido ed i figli furono condotti a Parigi, dove il re Filippo IV il Bello si rifiutò di riceverli, assegnandogli come prigione il castello di Compiègne.
Nel 1301, il re Filippo IV il Bello venne in visita nella contea di Fiandra e nominò governatore Giacomo di Châtillon; ma l'oppressione dei francesi sui lavoratori tessili portò questi ultimi a identificare la propria causa con quella della dinastia dei Dampierre, che cominciarono a creare disordini nella contea, che culminarono nell'insurrezione di Bruges, del 17 e 18 maggio 1302, che passò alla storia come i Matines Brugeoises, che portò all'uccisione di tutti i francesi presenti in città.

L'esempio di Bruges fu seguito in tutte le Fiandre occidentali; e questa sollevazione portò ad uno scontro aperto: fiamminghi contro il re di Francia, appoggiato da una parte della nobiltà fiamminga e dal Conte di Hainaut, ora anche conte d'Olanda, Giovanni I; lo scontro decisivo avvenne sotto le mura di Courtrai, l'11 luglio 1302; dove i cavalieri francesi si scontrarono contro le picche dei lavoratori fiamminghi che riportarono una netta vittoria.
Nel 1303 si giunse ad una tregua: Guido di Dampierre poté far ritorno nella propria contea, per persuadere, senza troppo successo, i propri sudditi a sottomettersi al re di Francia. La vittoria dei francesi a Mons-en-Pévèle, nel 1304, aprì uno spiraglio per un negoziato che si concluse solo dopo la morte di Guido.
Guido morì in prigionia, nel castello di Compiègne, nel mese di febbraio del 1305, come ci viene confermato dal Chronicon Guillelmi de Nangiaco e, col permesso del re di Francia, il corpo fu trasferito nelle Fiandre e sepolto a Marquette.
Alla sua morte nelle Fiandre gli succedette il figlio di primo letto Roberto (Roberto III), mentre nel marchesato di Namur gli succedette il figlio di secondo letto Giovanni (Giovanni I).

## Matrimoni e discendenza
Guido, nel 1246, aveva sposato, secondo gli Annales Blandinienses, Matilde de Bethune (ca. 1230 - 1262), figlia ed ereditiera di Roberto VII di Bethune, signore di Béthune, Termonde, Richebourg e Warneton, e d'Elisabeth de Morialmez; il matrimonio con Matilde figlia di Roberto di Termonte viene confermato anche dal Iohannis de Thilrode Chronicon e dal Iohannis de Thielrode Genealogia Comitum Flandriæ.
Matilde a Guido diede otto figli:
- Roberto (1249-1322), conte delle Fiandre, sposo Bianca di Napoli e in seconde nozze Iolanda di Borgogna, contessa di Nevers[23][40];
- Guglielmo[23][40](† 1311), signore di Termonde, Richebourg e Crèvecœur, che sposò nel 1286 Alix II de Clermont de Nesle, viscontessa di Châteaudun († 1320);
- Giovanni († 1291), vescovo di Metz e poi di Liegi[23][40];
- Baldovino[23][40] († 1296);
- Filippo[23][40] (1263-1308), conte di Chieti e Loreto, sposo di Matilde di Courtenay[41], Contessa di Bigorre[42] († 1303), poi di Pérenelle de Milly († 1335);
- Margherita (1253-1285), sposa di Giovanni I di Brabante († 1294)[23][40] ;
- Maria († 1297), sposa, prima di Guglielmo († 1278), figlio ed erede di Guglielmo IV, conte di Jülich († 1278), poi di Simon de Château-Vilain, signore di Arc († 1305)[23][40] ;
- Beatrice († 1296), sposa di Fiorenzo V d'Olanda[23][40] ;

Rimasto vedovo di Matilde, nel 1262, come confermano gli Annales Blandinienses, Guido, nel 1264 si sposò, in seconde nozze con Isabella di Lussemburgo († 1298), che, secondo la Histoire généalogique de la maison royale de Dreux (Paris), Luxembourg, era figlia del conte di Lussemburgo, di La Roche e di Arlon, Enrico V e della moglie, Margherita di Bar (1220 - 1275), che ancora secondo la Histoire généalogique de la maison royale de Dreux (Paris), Luxembourg, era figlia di Enrico II di Bar conte di Bar e di Filippa di Dreux, discendente (pronipote) dal re Luigi VI di Francia, figlia di Roberto II di Dreux e di Yolanda di Coucy.
Isabella a Guido diede figli di entrambi i sessi, per l'l'esattezza undici, di cui solo otto raggiunsero l'età adulta:
- Giovanni (1267-1330), conte di Namur[47];
- Guido († 1311), conte di Zelanda e Richebourg[47];
- Enrico († 1337), conte di Lodi, sposo di Margherita di Clèves, da cui ebbe Enrico II di Lodi[47];
- Margherita († 1331) sposa prima di Alessandro di Scozia, († 1284), principe di Scozia, figlio di Alessandro III di Scozia, dopo del Conte di Gheldria e di Zutphen, e Duca di Limburgo, Rinaldo I († 1326)[47];
- Beatrice († dopo il 1303) sposa di Ugo II di Blois-Châtillon († 1307)[47];
- Giovanna, religiosa a Flines[47];
- Filippa, fidanzata al principe di Galles Edoardo (futuro Edoardo II d'Inghilterra), morta prigioniera a Parigi nel 1304[47];
- Isabella († 1323), sposa di Jean de Fiennes[47].

## Ascendenza
|                               |                        |                         | Genitori                  |  |  | Nonni |  |  | Bisnonni                 |  |  | Trisnonni            |  |
|                               |                        |                         |                           |  |  |       |  |  | Guglielmo I di Dampierre |  |  | Guido I di Dampierre |  |
|                               |                        |                         |                           |  |  |       |  |  | Guglielmo I di Dampierre |  |  | Guido I di Dampierre |  |
|                               |                        | Helvide di Baudément    |                           |  |  |       |  |  | Guglielmo I di Dampierre |  |  |                      |  |
| Guy II di Dampierre           |                        |                         |                           |  |  |       |  |  | Guglielmo I di Dampierre |  |  |                      |  |
|                               |                        | Ermengarda di Toucy     | Dreux di Mouchy           |  |  |       |  |  |                          |  |  |                      |  |
|                               |                        | Ermengarda di Toucy     | Dreux di Mouchy           |  |  |       |  |  |                          |  |  |                      |  |
|                               |                        | Ermengarda di Toucy     | …                         |  |  |       |  |  |                          |  |  |                      |  |
| Guglielmo II di Dampierre     |                        | Ermengarda di Toucy     |                           |  |  |       |  |  |                          |  |  |                      |  |
|                               |                        | Arcimbaldo di Borbone   | Arcimbaldo VII di Borbone |  |  |       |  |  |                          |  |  |                      |  |
|                               |                        | Arcimbaldo di Borbone   | Arcimbaldo VII di Borbone |  |  |       |  |  |                          |  |  |                      |  |
|                               |                        | Arcimbaldo di Borbone   | Agnese di Savoia          |  |  |       |  |  |                          |  |  |                      |  |
| Matilde I di Borbone          |                        | Arcimbaldo di Borbone   |                           |  |  |       |  |  |                          |  |  |                      |  |
|                               |                        | Alice di Borgogna       | Oddone II di Borgogna     |  |  |       |  |  |                          |  |  |                      |  |
|                               |                        | Alice di Borgogna       | Oddone II di Borgogna     |  |  |       |  |  |                          |  |  |                      |  |
|                               |                        | Alice di Borgogna       | Maria di Blois            |  |  |       |  |  |                          |  |  |                      |  |
| Guido di Dampierre            |                        | Alice di Borgogna       |                           |  |  |       |  |  |                          |  |  |                      |  |
|                               | Baldovino V di Hainaut | Baldovino IV di Hainaut |                           |  |  |       |  |  |                          |  |  |                      |  |
|                               | Baldovino V di Hainaut | Baldovino IV di Hainaut |                           |  |  |       |  |  |                          |  |  |                      |  |
|                               | Baldovino V di Hainaut | Alice di Namur          |                           |  |  |       |  |  |                          |  |  |                      |  |
| Baldovino I di Costantinopoli | Baldovino V di Hainaut |                         |                           |  |  |       |  |  |                          |  |  |                      |  |
|                               |                        | Margherita I di Fiandra | Teodorico di Alsazia      |  |  |       |  |  |                          |  |  |                      |  |
|                               |                        | Margherita I di Fiandra | Teodorico di Alsazia      |  |  |       |  |  |                          |  |  |                      |  |
|                               |                        | Margherita I di Fiandra | Sibilla d'Angiò           |  |  |       |  |  |                          |  |  |                      |  |
| Margherita II di Fiandra      |                        | Margherita I di Fiandra |                           |  |  |       |  |  |                          |  |  |                      |  |
|                               |                        | Enrico I di Champagne   | Tebaldo II di Champagne   |  |  |       |  |  |                          |  |  |                      |  |
|                               |                        | Enrico I di Champagne   | Tebaldo II di Champagne   |  |  |       |  |  |                          |  |  |                      |  |
|                               |                        | Enrico I di Champagne   | Matilde di Carinzia       |  |  |       |  |  |                          |  |  |                      |  |
| Maria di Champagne            |                        | Enrico I di Champagne   |                           |  |  |       |  |  |                          |  |  |                      |  |
|                               |                        | Maria di Francia        | Luigi VII di Francia      |  |  |       |  |  |                          |  |  |                      |  |
|                               |                        | Maria di Francia        | Luigi VII di Francia      |  |  |       |  |  |                          |  |  |                      |  |
|                               |                        | Maria di Francia        | Eleonora d'Aquitania      |  |  |       |  |  |                          |  |  |                      |  |
|                               |                        | Maria di Francia        |                           |  |  |       |  |  |                          |  |  |                      |  |

### Fonti primarie
- (LA)  Monumenta Germaniae Historica, Scriptores, tomus V.
- (LA)  Monumenta Germaniae Historica, Scriptores, tomus IX.
- (LA)  Monumenta Germaniae Historica, Scriptores, tomus XVI.
- (LA)  Monumenta Germaniae Historica, Scriptores, tomus XXI.
- (LA)  Monumenta Germaniae Historica, Scriptores, tomus XXIII.
- (LA)  Monumenta Germaniae Historica, Scriptores, tomus XXV.
- (LA)  Recueil des historiens des Gaules et de la France. Tome 20.
- (FR)  Grande chronique de Mathieu de Paris, tomus VIII.
- (LA)  (FR)  Procès pour la possession du comté de Bigorre (1254-1503).

### Letteratura storiografica
- Austin Lane Poole, "L'interregno in Germania", cap. IV, vol. V (Il trionfo del papato e lo sviluppo comunale) della Storia del mondo medievale, 1999, pp. 128–152
- Charles Petit-Dutaillis, "Luigi IX il Santo", cap. XX, vol. V (Il trionfo del papato e lo sviluppo comunale) della Storia del mondo medievale, 1999, pp. 729–864
- Hilda Johnstone, "Francia: gli ultimi Capetingi", cap. XV, vol. VI (Declino dell'impero e del papato e sviluppo degli stati nazionali) della Storia del Mondo Medievale, 1999, pp. 569–607.
- Hilda Johnstone, "Inghilterra: Edoardo I e Edoardo II", cap. XVIII, vol. VI (Declino dell'impero e del papato e sviluppo degli stati nazionali) della Storia del Mondo Medievale, 1999, pp. 673–717.
- Henry Pirenne, "I Paesi Bassi", cap. XII, vol. VII (L'autunno del Medioevo e la nascita del mondo moderno) della Storia del Mondo Medievale, 1999, pp. 411–444.
- Benedetto Croce, Vite di avventura fede e passione, Bari, Laterza, 1953, cap.I («Filippo di Fiandra»)
- (FR)  Histoire ecclésiastique et civile du duché de Luxembourg et comté ..., Volume 5.
- (FR)  Histoire généalogique de la maison royale de Dreux (Paris), Luxembourg.